# Roman Pivarník
Roman Pivarník (* 17. Februar 1967 in Košice) ist ein ehemaliger slowakischer Fußballspieler und derzeitiger Fußballtrainer. Von Anfang 2007 bis August 2010 war Pivarník, der die tschechische Staatsbürgerschaft besitzt, Trainer des slowakischen Erstligisten 1. FC Tatran Prešov.

## Spielerkarriere
Roman Pivarník debütierte in der Saison 1987/88 für Dukla Banská Bystrica in der 1. Tschechoslowakischen Liga. Im Sommer 1988 wechselte der Mittelfeldspieler zu Dukla Prag, wo er vier Jahre verbrachte. 1990 gewann er mit Dukla den Tschechischen sowie den Tschechoslowakischen Pokal. Anschließend wechselte Pivarník zu Sigma Olomouc, für das er in zwei Spielzeiten 45 Spiele bestritt, in denen er zwei Tore schoss.
1994 wurde er von Rapid verpflichtet, mit dem er 1995 den Österreichischen Pokal gewann. 1995/96 gewann Rapid die österreichische Meisterschaft, am letzten Spieltag gelang ihm der erste Treffer beim entscheidenden 2:0-Sieg über den direkten Titelkonkurrenten SK Sturm Graz vor 48.000 Zuschauern. In der gleichen Saison zog Rapid bis in das Endspiel des Europapokals der Pokalsieger ein, unterlag jedoch Paris Saint-Germain mit 0:1. Insgesamt absolvierte Pivarník 59 Meisterschaftsspiele für Rapid Wien, ehe er 1997 zum SV Gerasdorf in die 2. Österreichische Bundesliga wechselte.
Im Sommer 1998 ging Pivarník nach Israel und spielte eine Saison lang für Bnei Yehuda Tel Aviv. Im Anschluss wechselte er zum FC Carl Zeiss Jena in die Regionalliga Nordost, im Sommer 2000 beendete Pivarník seine Karriere.

### Erfolge
- Tschechischer Pokalsieger 1990
- Tschechoslowakischer Pokalsieger 1990
- Österreichischer Pokalsieger 1995
- Österreichischer Meister 1996
- Finale Europapokal der Pokalsieger 1996

## Trainerkarriere
Pivarníks erste Trainerstation war der tschechische Zweitligist 1. HFK Olomouc, den er ab dem 21. Spieltag der Saison 2000/01 trainierte. Nach Saisonende wechselte er auf den Posten des Sportlichen Direktors, kehrte aber am 13. Spieltag 2001/02 auf die Trainerposition zurück. Im September 2002 wurde er vom Zweitligisten Vysočina Jihlava engagiert, er führte die Mannschaft vom 14. auf den siebten Platz.
Im Juli 2003 nahm Pivarník ein Angebot des saudi-arabischen Vereins al-Qadisiyah an. Im Sommer 2004 kehrte er nach Tschechien zurück und arbeitete ab Januar 2005 als Trainer des Zweitligisten SK Hanácká Slavia Kroměříž. Im Januar 2006 wechselte er als Co-Trainer zu Rapid Wien, vom 27. August bis 4. September 2006 war er nach der Entlassung von Georg Zellhofer Interimstrainer.
Im Dezember 2006 einigte sich Pivarník auf ein Ende der Zusammenarbeit mit Rapid Wien, da Zellhofers Nachfolger Peter Pacult seinen eigenen Betreuerstab mitgebracht hatte. Im Februar 2007 wurde Roman Pivarník Trainer beim slowakischen Zweitligisten Tatran Prešov, den er in die Corgoň liga führte. Ende August 2010, nach sechs sieglosen Meisterschaftsspielen, beendete Pivarnik in beidseitigem Einvernehmen seine Tätigkeit bei Tatran Prešov.

## Sonstiges
Roman Pivarník ist Neffe von Ján Pivarník, der 1976 mit der Tschechoslowakei Fußballeuropameister wurde. Sein Vater Imrich Pivarník war in den 1960er und 1970er Jahren siebenfacher slowakischer Meister im Sprint über 100 sowie 200 Meter. 1993 war er an der Gründung des 1. FC Košice beteiligt, dessen Vizepräsident er kurzfristig war.